# 16. pařížský obvod
16. pařížský obvod (francouzsky: 16e arrondissement de Paris) též nazývaný obvod Passy (Arrondissement de Passy) je městský obvod v Paříži. Obvod patří tradičně k bohatším čtvrtím s velmi vysokými nájmy. Obvod je pojmenován po bývalé vesnici Passy, která byla v roce 1860 začleněna do Paříže. Do 16. obvodu patří i Boulogneský lesík na západě. Tento park se však nepovažuje za součást vnitřní Paříže, neboť není obydlený a nachází se až za boulevardem périphérique. V obvodu sídlí přes 90 diplomatických zastoupení, což je více než 40% všech zastoupení ve Francii. Obvod je známý rovněž tenisovým areálem Rolanda Garrose, na kterém se hraje French Open.

## Poloha
16. obvod leží na pravém břehu řeky Seiny. Má protáhlý tvar podél Seiny, která tvoří jeho východní hranici se 7. a s 15. obvodem. Na jihu hraničí s předměstím Boulogne-Billancourt, na západě jej boulevard péripherique odděluje od Boulogneského lesíka a od města Neuilly-sur-Seine, na severu sousedí se 17. obvodem přes Avenue de la Grande Armée a na severovýchodě s 8. obvodem přes Avenue Marceau.

## Demografie
V roce 2006 měl obvod 153 920 obyvatel a hustota zalidnění činila 19 459 obyvatel na km2.
Vývoj počtu obyvatel
| Rok sčítání | Počet obyvatel | Hustota zalidnění (ob./km²) |
| ----------- | -------------- | --------------------------- |
| 1962        | 227 418        | 28 985                      |
| 1968        | 214 120        | 27 290                      |
| 1975        | 193 590        | 24 674                      |
| 1982        | 179 446        | 22 871                      |
| 1990        | 169 863        | 21 650                      |
| 1999        | 161 773        | 20 452                      |
| 2006        | 153 920        | 19 459                      |

## Diplomatická zastoupení
V 16. obvodu sídlí ambasády a konzuláty těchto zemí:
Afghánistán, Albánie, Andorra, Angola, Argentina, Bahrajn, Bangladéš, Bělorusko, Benin, Bolívie, Brunej, Čad, Čína, Dánsko, Džíbútí, Egypt, Filipíny, Gabon, Ghana, Gruzie, Guinea, Honduras, Chorvatsko, Indie, Indonésie, Irák, Írán, Irsko, Island, Jamajka, Jemen, Kambodža, Kamerun, Keňa, Kongo, Kuvajt, Kypr, Laos, Libanon, Libye, Lotyšsko, Madagaskar, Malajsie, Maroko, Mauritánie, Mexiko, Moldávie, Monako, Namibie, Niger, Nigérie, Nikaragua, Nový Zéland, Omán, Pákistán, Peru, Pobřeží slonoviny, Polsko, Portugalsko, Rusko, Řecko, Salvador, Severní Makedonie, Seychely, Singapur, Slovensko, Slovinsko, Srbsko a Černá Hora, Srí Lanka, Súdán, Španělsko, Tanzanie, Thajsko, Turecko, Turkmenistán, Uganda, Uruguay, Venezuela, Vietnam.
Kromě nich jsou zde i obchodní zastoupení některých zemí při OECD (Belgie, Maďarsko, Polsko, Rakousko, Švédsko).

## Politika a správa
Radnice 16. obvodu se nachází na Avenue Henri-Martin č. 71. Současným starostou je od roku 2008 Claude Goasguen za Unii pro lidové hnutí (UMP).
16. obvod má v pařížské městské radě 13 zástupců. Od roku 2008 jimi jsou:
- za koalici UMP/Nouveau Centre: Claude Goasguen, Danièle Giazzi, Bernard Debré, Céline Boulay Esperonnier, Marie-Laure Harel, Pierre Gaboriau, Valérie Hoffenberg, Pierre Auriacombe, Valérie Sachs, Éric Helard, Laurence Dreyfuss
- za stranu Divers droite: David Alphand
- za koalici PS/PCF/MRC: Jean-Yves Mano

Jako jediný z pařížských městských obvodů používá dvě poštovní směrovací čísla. Jižní část má PSČ 750016 a severní 75116.

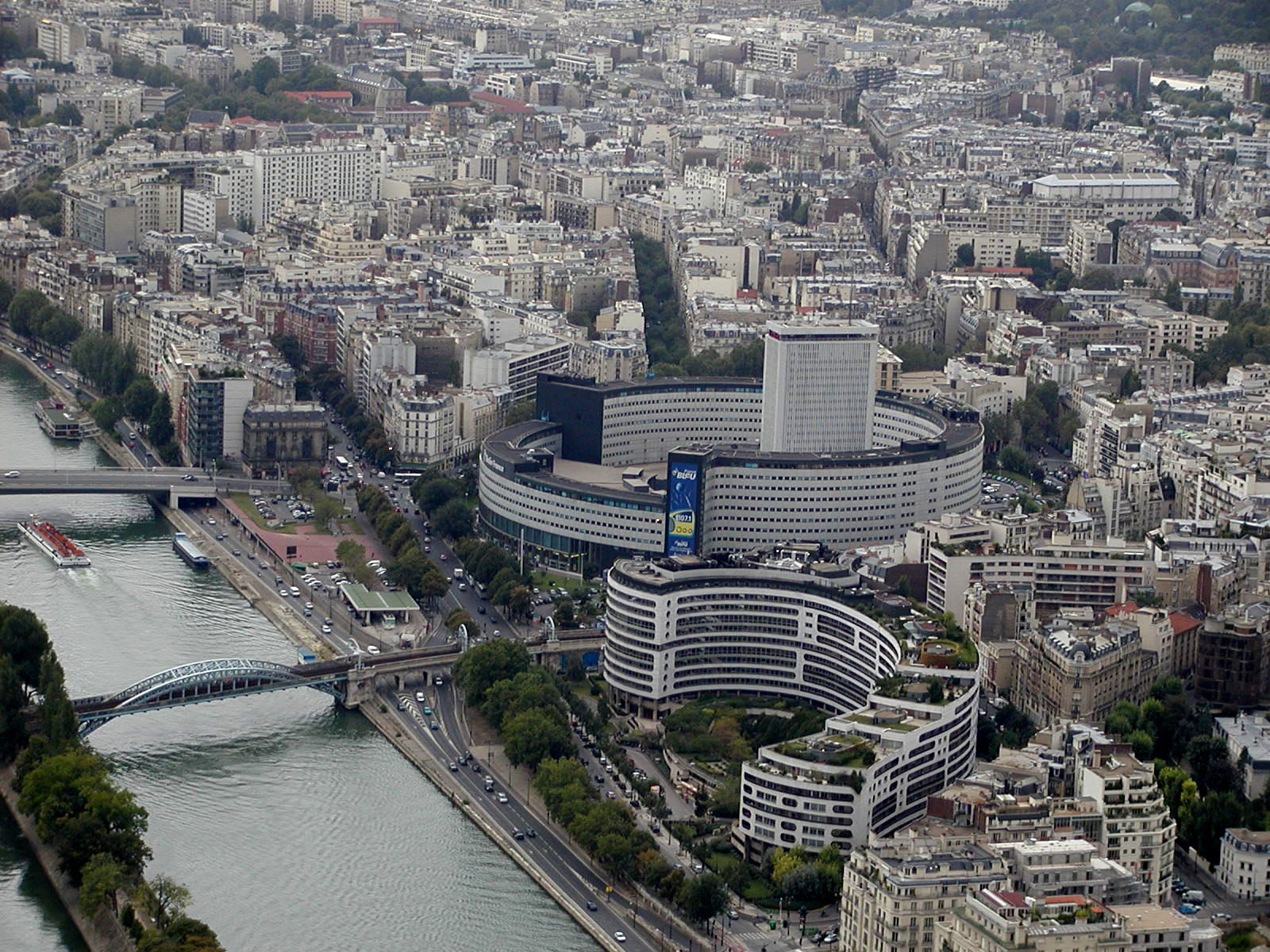
Maison de la Radio

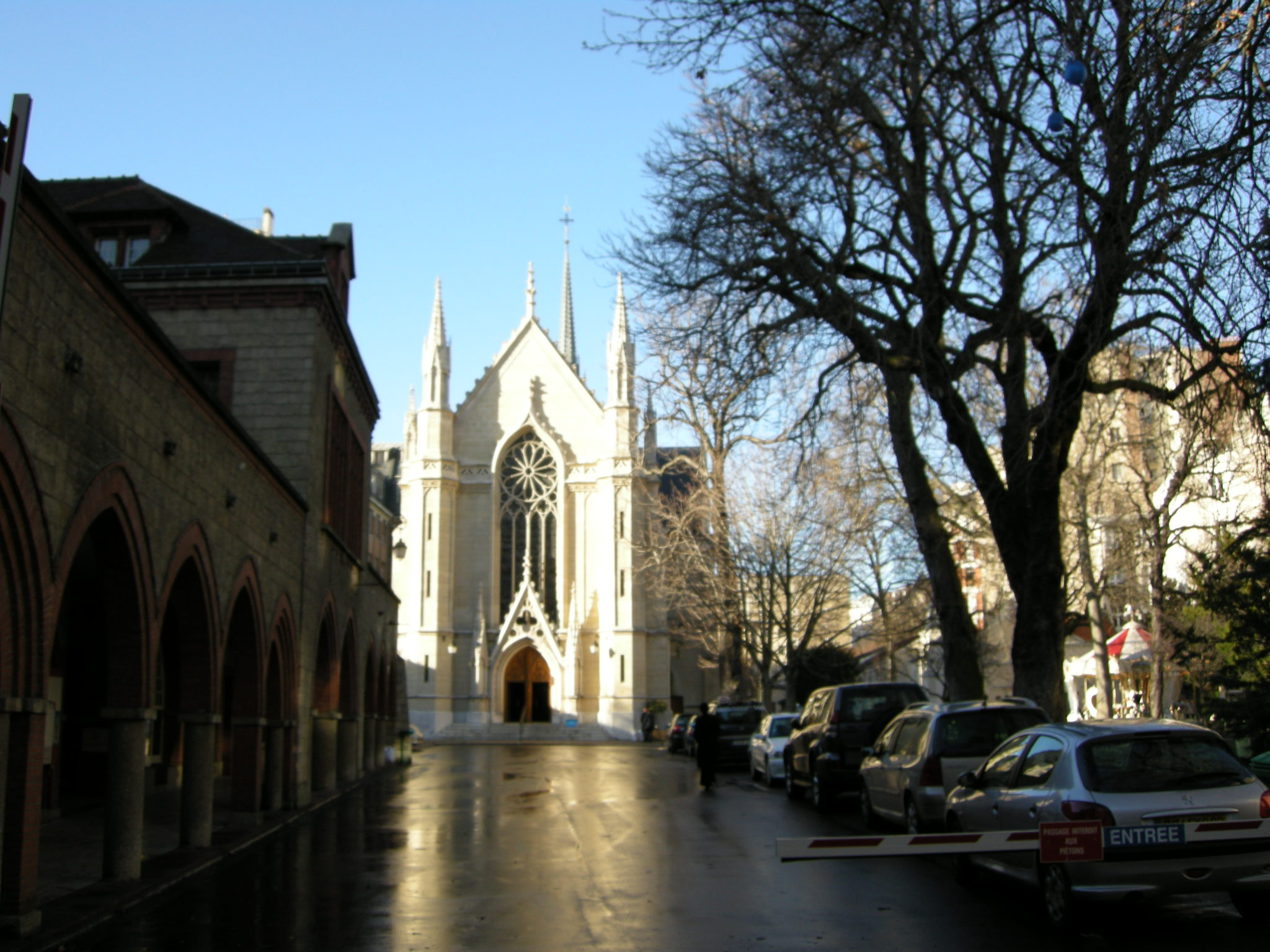
Sainte-Thérèse-Orphelins d’Auteuil

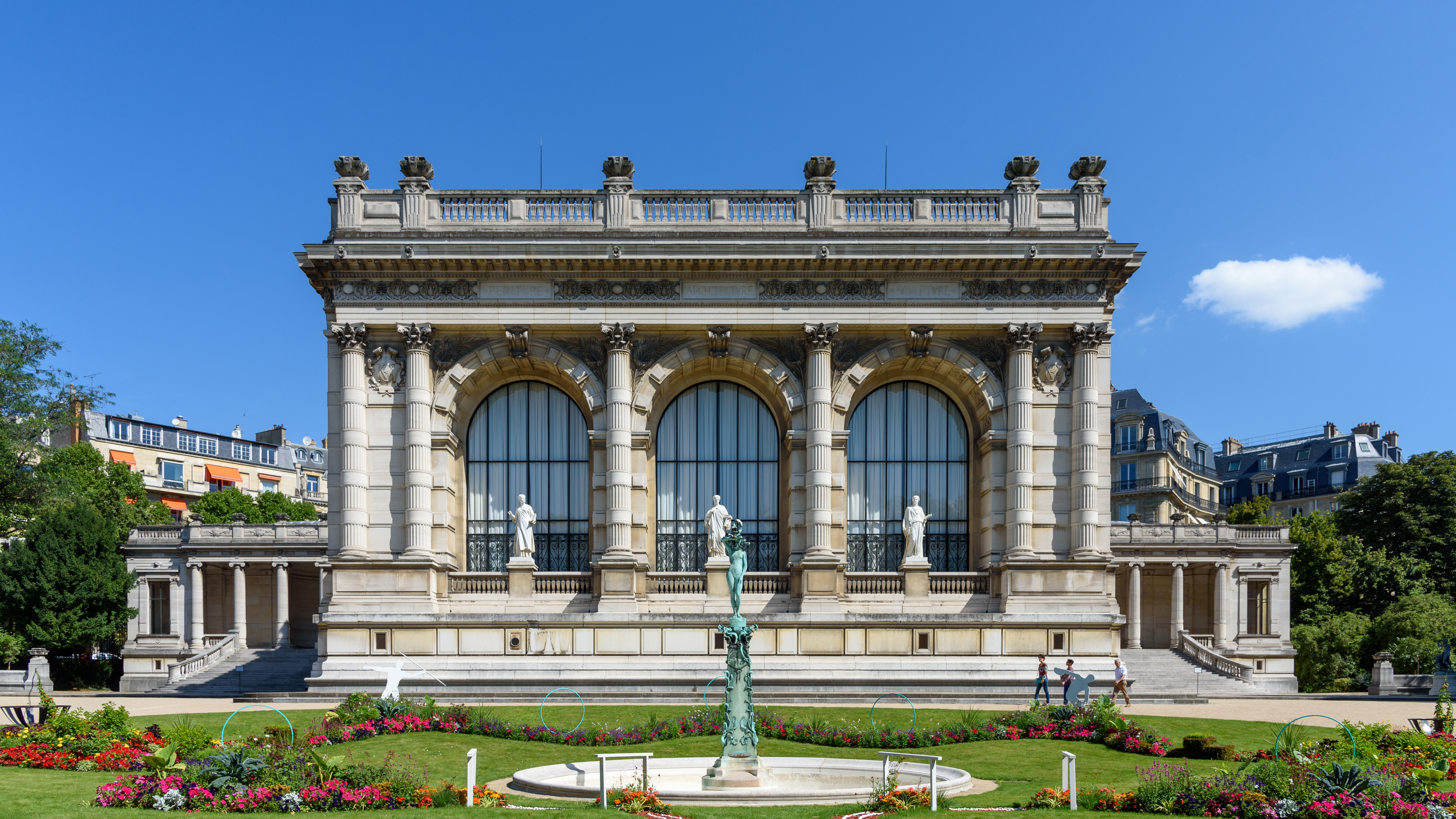
Musée Galliera

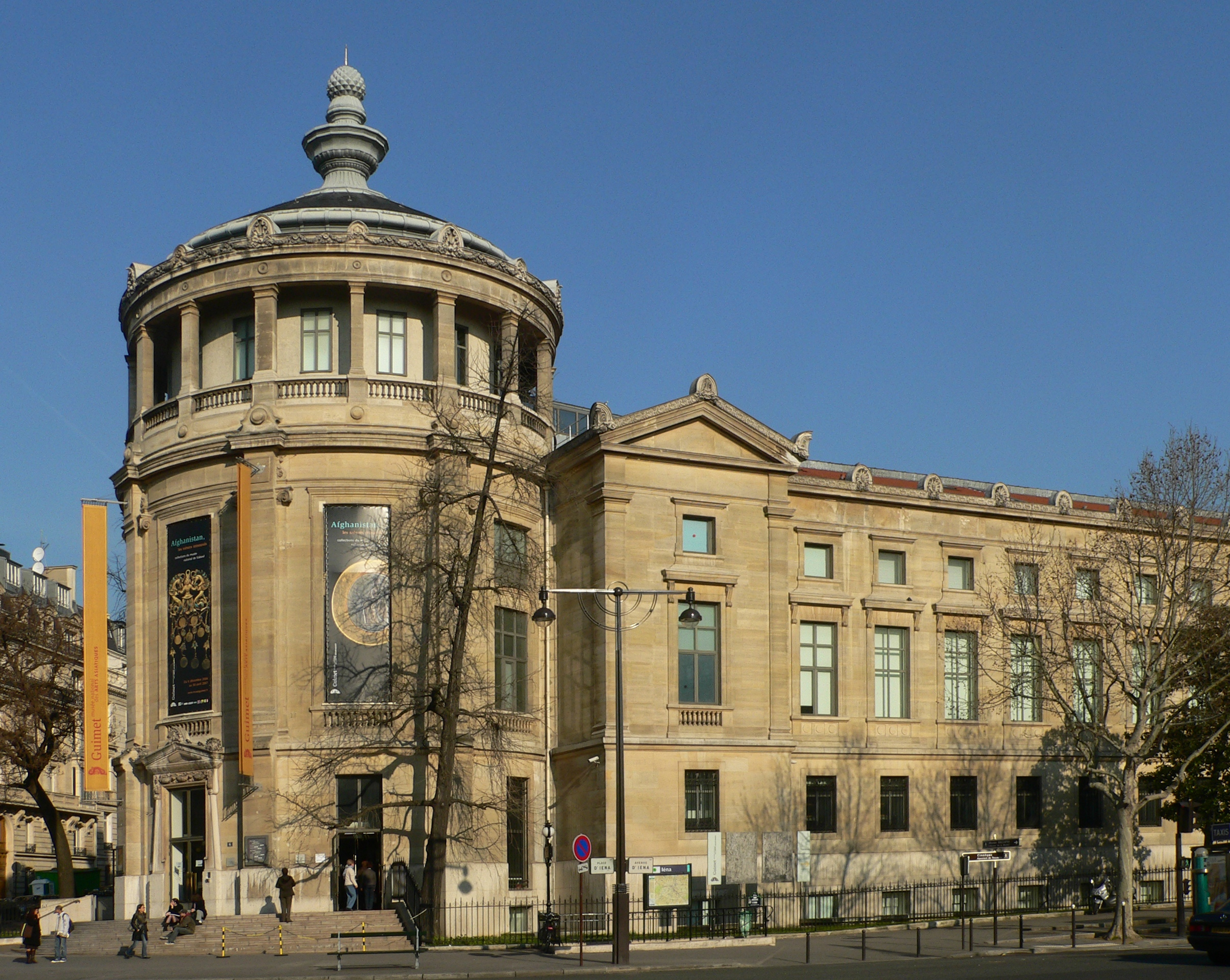
Musée Guimet

## Městské čtvrti
Tento obvod se dělí na následující administrativní celky:
- Quartier d'Auteuil
- Quartier de la Muette
- Quartier de la Porte-Dauphine
- Quartier de Chaillot

Podle oficiálního číslování pařížských městských čtvrtí mají tyto čtvrtě čísla 61–64.

## Historie
První osídlení na tomto místě je historicky doloženo v 7. století našeho letopočtu, kdy zde vznikla vesnice zvaná Nimio, tehdy ještě velmi vzdálená od hranic tehdejší Paříže. Majitelem panství byl biskup svatý Bertram, jehož majetek po smrti 623 připadl pařížskému biskupství. V pozdějších staletích se zde vytvořily nové vesnice – Auteuil v bažinaté jižní části a Chaillot severněji v lese, později zvaném Boulogneský. Později ještě vznikla vesnice Passy, poprvé zmiňována v roce 1250. Od 12. století až do období Francouzské revoluce to byla venkovská oblast s vinicemi a lesy stojící zcela mimo Paříž. Pouze ves Chaillot se v roce 1702 stala se svými 2000 obyvateli předměstím Paříže. Poblíž Passy se nacházely větrné mlýny, pozemky v Auteuil patřily církvi, ze zdejších vinic pocházelo víno pro pařížské biskupství.
Velké změny proběhly především ve 2. polovině 19. století, kdy byly obce Auteuil, Passy a Chaillot integrovány do Paříže. Na severu byla zbořena hradební zeď mezi dnešním 16. obvodem a Paříží a v roce 1860 se obce staly součástí Paříže. Podle plánů barona Haussmanna byly vybudovány široké bulváry jako avenue Victor-Hugo, avenue Kléber nebo avenue d'Iéna. Volné zemědělské plochy byly zastavěny. Čtvrť se pro svůj klid stala oblíbeným bydlištěm vyšších vrstev.

## Pamětihodnosti
Církevní stavby
- Kostel Notre-Dame-de-Grâce-de-Passy
- Kostel Notre-Dame-de-l'Assomption-de-Passy
- Kostel Saint-Honoré-d'Eylau
- Kostel Saint-Pierre-de-Chaillot – kostel z let 1931–1938
- Kostel Notre-Dame-d'Auteuil – kostel byl dokončen v roce 1892
- Kostel svaté Jany de Chantal – kostel byl dokončen v roce 1962
- Kostel Saint-François-de-Molitor – moderní kostel z roku 2005
- Kaple Sainte-Thérèse-Orphelins d'Auteuil – novogotická kaple

Dále zde sídlí několik pravoslavných kostelů, dva protestantské a dvě synagogy.
Muzea a kulturní instituce
- Maison de Balzac – Balzacovo muzeum v domě, ve kterém žil v letech 1840–1847
- Maison de Radio France – otevřeno v roce 1963 jako sídlo francouzského rozhlasu a televize, od roku 1975 slouží pouze Francouzskému rozhlasu (Radio France), jeho součástí je i muzeum o dějinách rozhlasu a televize
- Musée Dapper – muzeum umění Afriky a Karibiku
- Musée d'art moderne de la Ville de Paris – Muzeum moderního umění města Paříže sídlí v Palais de Tokyo. Muzeum bylo po dlouhé přestavbě otevřeno v roce 2006
- Musée de l'Homme – Muzeum člověka sídlící v Palais de Chaillot
- Musée de la Contrefaçon – Muzeum padělků
- Musée du vin – muzeum vína
- Musée national des arts et traditions populaires – Národní muzeum lidového umění a tradic je etnologické muzeum zahrnující francouzské lidové umění od 19. století do 60. let 20. století
- Musée Galliera – muzeum módy otevřené v roce 1977
- Musée Guimet – Národní muzeum asijského umění
- Musée national de la Marine – Národní námořní muzeum sídlící v Palais de Chaillot
- Palais de Chaillot – historická památka, stavba postavená pro světovou výstavu v roce 1937, slouží dnes jako sídlo několika muzeí a galerií

Zajímavá prostranství

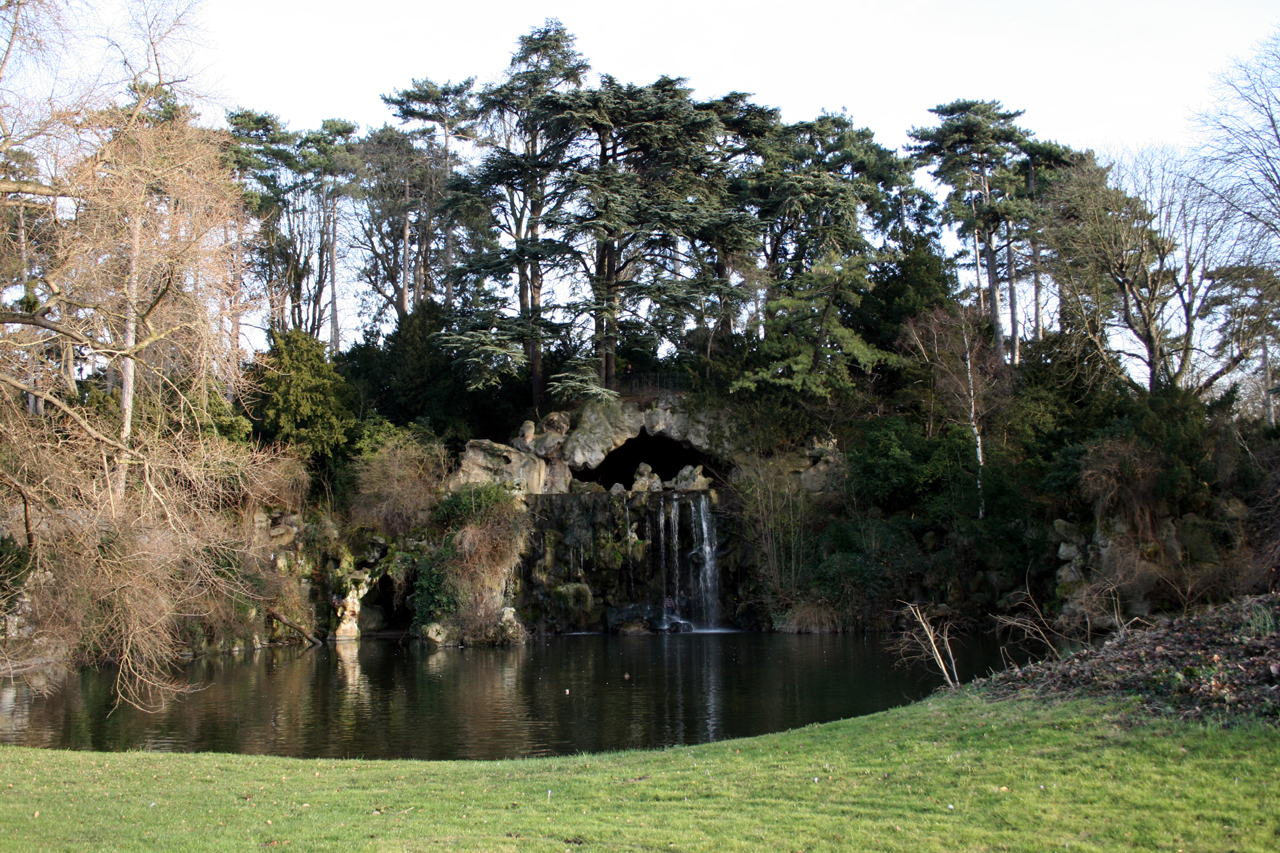
Boulogneský lesík

- Jardin d'acclimatation – Botanická zahrada v Boulogneském lesíku
- Boulogneský lesík
- Hřbitov Passy
- Parc de Passy
- Stade Roland Garros

## 16. obvod v kultuře
- Ve filmu Paris je t'aime je 16. obvodu věnována pátá povídka Loin du 16éme, kterou režírovali Walter Salles a Daniela Thomas.
- Jeden z románů o soukromém detektivovi Nestoru Burmovi spisovatele Léo Maleta Pas de bavards à la Muette se odehrává v 16. obvodu.